# Lilbourn
Lilbourn és una població dels Estats Units a l'estat de Missouri. Segons el cens del 2000 tenia 1.303 habitants.

## Demografia
Segons el cens del 2000, Lilbourn tenia 1.303 habitants, 512 habitatges, i 352 famílies. La densitat de població era de 571,7 habitants per km².
Dels 512 habitatges en un 35% hi vivien nens de menys de 18 anys, en un 44,7% hi vivien parelles casades, en un 19,9% dones solteres, i en un 31,1% no eren unitats familiars. En el 27,7% dels habitatges hi vivien persones soles el 15,6% de les quals corresponia a persones de 65 anys o més que vivien soles. El nombre mitjà de persones vivint en cada habitatge era de 2,54 i el nombre mitjà de persones que vivien en cada família era de 3,11.
Per edats la població es repartia de la següent manera: un 30,9% tenia menys de 18 anys, un 7,4% entre 18 i 24, un 25,4% entre 25 i 44, un 22,3% de 45 a 60 i un 14% 65 anys o més.
L'edat mediana era de 35 anys. Per cada 100 dones de 18 o més anys hi havia 78,6 homes.
La renda mediana per habitatge era de 23.512 $ i la renda mediana per família de 31.786 $. Els homes tenien una renda mediana de 29.688 $ mentre que les dones 23.125 $. La renda per capita de la població era de 13.460 $. Entorn del 19% de les famílies i el 25% de la població estaven per davall del llindar de pobresa.

## Poblacions més properes
El següent diagrama mostra les poblacions més properes.